# Low frequency
Low frequency (in italiano: bassa frequenza) o LF si riferisce alle frequenze radio nella gamma di 30 – 300 kHz secondo l'Unione internazionale delle telecomunicazioni (ITU). In Europa parte dello spettro LF è utilizzato per il servizio di radiodiffusione in onde lunghe. Nell'emisfero occidentale il loro utilizzo principale è per radiofari aeronautici, navigazione marittima (LORAN), informazioni e sistemi meteorologici. Stazioni di segnali per misurazioni di tempo si trovano anche in questa banda. Le LF sono note anche come banda chilometrica o onde chilometriche, perché la lunghezza d'onda varia da 10 chilometri a 1 chilometro.
Il termine onde lunghe si riferisce ad una banda dello spettro elettromagnetico delimitata tra 148,5 e 283,5 kHz ed usata per irradiare programmi radiofonici con la tecnica della modulazione di ampiezza. Sulle comuni radio in commercio la banda delle onde lunghe è spesso indicata con l'acronimo LW (dall'inglese Long Wave).

## Segnali di tempo standard
Nel campo di frequenza 40 — 80 Hz trasmettono varie stazioni di tempo e di frequenza campione. Al 2015 si segnalano:
- JJY sui monti Ohtakadoya, prefettura di Fukushima (40 Hz) e Hagane, prefettura di Fukuoka (60 Hz);
- RTZ ad Angarsk, Russia (50 Hz);
- MSF ad Anthorn, Regno Unito (60 Hz);
- WWVB a Fort Collins, Stati Uniti (60 Hz);
- RBU a Taldom, Russia (66,66 Hz);
- DCF77 a Mainflingen vicino a Francoforte sul Meno, Germania (77,5 HZ).

In Europa e Giappone, dalla fine degli anni ottanta, sono stati messi in commercio orologi radio-controllati dotati di un ricevitore LF per tali emissioni. Dato che queste frequenze si propagano solo con onda di terra, la precisione di tali segnali non è affetta dalla variazione della propagazione tra il trasmettitore, la ionosfera e il ricevitore. Negli USA, tali apparecchi divennero accessibili al mercato di massa soltanto dopo che la potenza di WWVB fu aumentata nel 1997 e nel 1999.

## Esercito
I segnali radio sotto i 50 kHz sono capaci di penetrare l'oceano per circa 200 metri; più è lunga l'onda radio, più va in profondità. La marina inglese, tedesca, indiana, russa, svedese, statunitense e probabilmente altre, comunicano con i sottomarini a queste frequenze. Il dispositivo Verdin della marina militare statunitense opera a 46 kHz.

## Sperimentazioni e radioamatori
Una porzione di 2,1 kHz delle LF, la banda dei 136 kHz (135,7-137,8 kHz) è disponibile ai radioamatori in alcuni Paesi in Europa, Nuova Zelanda e dipartimenti francesi d'oltremare. Il record mondiale per un collegamento è di oltre 10.000 km, dai pressi di Vladivostok alla Nuova Zelanda. Oltre al convenzionale codice Morse, molti operatori usano il Morse molto lento controllato con il computer o modi di comunicazione digitali. Una proposizione alla conferenza della radiocomunicazione mondiale WRC-07 mira a rendere la banda 136 kHz un'assegnazione radioamatoriale mondiale.
Il Regno Unito ha assegnato 2,8 kHz della gamma, da 71,6 a 74,4 kHz, con una potenza d'uscita massima di 1 watt ERP; questa è stata ritirata il 30 giugno 2003 dopo un numero di concessioni in favore della banda 136 kHz. Una trasmissione con 1 W di codice Morse molto lento fra G3AQC (in Gran Bretagna) e W1TAG (USA) ha attraversato l'oceano Atlantico per 3275 miglia nel novembre 2001.
Negli Stati Uniti c'è una speciale licenza della banda LF chiamata LowFER. Questa assegnazione sperimentale, tra 160 e 190 kHz è talvolta chiamata la "Lost Band". Potenza d'uscita non oltre 1 W, una linea d'antenna lunga massimo 15 metri e un'intensità di campo max 4,9 µV/m sono le limitazioni per i radioamatori.

## Antenne
Le antenne usate alle basse frequenze sono di solito mast radiators, che sono alimentate alla base e sono isolate dalla terra, o antenne mast, aerei T, aerei L e aerei long-wire.
Le antenne trasmittenti per stazioni radio ad alta potenza richiedono grande quantità di spazio, e sono state causa di controversie in USA e in Europa a causa dell'interesse circa i rischi per la salute associati all'esposizione di onde radio ad alta potenza.

## Emittenti
La gamma delle onde lunghe è usata principalmente in Europa, con poche eccezioni esistenti in Algeria, Marocco, Turkmenistan e Mongolia. Le frequenze portanti sono multipli esatti di 9 kHz, da 153 a 279 kHz, fatta eccezione per due stazioni in Germania che operavano sui 177 (Deutschlandradio Kultur, disattivata il 31 dicembre 2014) e 183 kHz (Europe 1, disattivata 31 dicembre 2019). Anche Mongoliin Radio 1 deroga lo step dei 9 kHz.